# Большой Утлюк
Большой Утлюк (укр. Великий Утлюк) — река в Запорожской области, в юго-западной части Причерноморской низменности, впадает в Утлюкский лиман Азовского моря. Длина — 83 км. Площадь водосборного бассейна — 850 км². Уклон — 0,6 м/км. Долина трапециевидная, шириной 3 км. Русло шириной 10 м. Используется для сельскохозяйственных нужд.
Берёт начало у села Широкое. Протекает по территории Весёловского и Акимовского районов Запорожской области.

## Исторические сведения
В XIX веке Большой Утлюк, или Азис Утлюк, как его тогда называли, протекал через центральную часть Мелитопольского уезда, в связи с чем в 1837 году Совет по статистическому отделению при Министерстве внутренних дел предложил выбрать на реке место для уездного города, «которое центральным своим положением представляло бы более удобств для правительственных сношений со всеми частями уезда». Однако, губернатор Новороссии граф Воронцов возразил, что на Азис Утлюке «нет ни одного казённого селения, кроме поселений ногайцев, да и самый сей проток содержит в себе воду только весною при таянии снегов, в остальное же время года он вовсе пересыхает». По предложению Воронцова уездный центр был назначен в Новоалександровке, располашавшейся «при довольно значительной речке Молочной», и назван городом Мелитополем.
Большинство сёл на Большом Утлюке было основано несколько позже, между 1840 и 1865 годами.
В 1981 году здесь началось строительство Приазовской оросительной системы.